# 더 워리어: 돌아온 전사
《더 워리어: 돌아온 전사》(BAAGHI 2)는 인도에서 제작된 아메드 칸 감독의 2018년 볼리우드 액션 스릴러 영화이다. 타이거 쉬로프 등이 주연으로 출연하였다. 2016년 영화 레블(Baaghi)의 후속작이자, 2016년 영화 Kshanam의 리메이크 작품이다. 더 워리어: 돌아온 전사는 2018년 3월 30일 개봉되었다.

## 출연

### 주연
- 타이거 슈로프
- 디샤 파타니
- 마노즈 바즈빠이
- 란디프 후다

### 조연
- 디팍 도브리얄
- 재클린 페르난데즈 항목 노래로 에끄 도 띤